# Caiazzo
Pour les articles homonymes, voir Caiazzo (homonymie).
Caiazzo est une commune de la province de Caserte dans la région Campanie en Italie.

## Histoire
Au cours de la Seconde Guerre mondiale, le 13 octobre en 1943, la Wehrmacht y commet un crime de guerre en massacrant 22 civils de la ville (Massacre de Caiazzo).

## Administration
| Période                                  | Période | Identité | Étiquette | Qualité |
| ---------------------------------------- | ------- | -------- | --------- | ------- |
|                                          |         |          |           |         |
| Les données manquantes sont à compléter. |         |          |           |         |

### Communes limitrophes
Alvignano, Castel Campagnano, Castel di Sasso, Castel Morrone, Liberi, Limatola, Piana di Monte Verna, Ruviano